# De Likt
De Likt est un groupe néerlandais de funk et hip-hop, originaire de Rotterdam, actif entre 2013 et 2023.

## Histoire
Les membres étudient à la Popacademie. Le groupe remporte le prix des musiciens au Grote Prijs en 2013. En 2015, le premier album intitulé De Likt sort et le groupe remporte le Rotterdam Music Award. Le groupe joue dans des festivals tels que Paaspop, Lowlands et Zwarte Cross en 2016 et à la soirée d'ouverture de la MTV Music Week,. Le clip Finidi George est nommé aux Berlin Music Video Awards.
En 2022, le groupe annonce qu'il quitte le groupe après la fin de la tournée de lancement du dernier album Ctrl-Alt-Delikt. Le tout dernier concert a lieu dans la grande salle du Paradiso Amsterdam. 

## Discographie

### Albums studio
- 2015 : De Likt
- 2018 : De Derde
- 2022 : Ctrl-Alt-Delikt

### Singles et EP
- 2017 : Alleen Zij Geeft Licht In De Duisternis
- 2018 : Zelf Doen
- 2018 : Net Als Toen
- 2018 : Kingston Town
- 2019 : Ze Smelten De Paashaas (Remastered 2019)
- 2019 : Ctrl-Alt-Delikt
- 2020 : Man van de Kopstoot
- 2021 : #Swingalong
- 2021 : De Vunkinator
- 2022 : De Boys Are Back In Town